# جام ملت‌های آسیا ۱۹۶۸
جام ملت‌های آسیا ۱۹۶۸ چهارمین دوره رقابت‌های فوتبال جام ملت‌های آسیا بود که دور پایانی آن در ماه دسامبر سال ۱۹۶۸ میلادی برگزار شد. این بازی‌ها در ۱۰ مه آغاز شد و در ۱۹ مه به پایان رسید. این دوره از بازی‌ها به میزبانی کشور ایران در شهر تهران برگزار شد.
این میزبانی، اولین میزبانی ایران در این جام بود.
در پایان بازی‌ها کشور ایران برای اولین بار به مقام قهرمانی دست یافت، همچنین کشور برمه به مقام دوم، کشور اسرائیل به مقام سوم و تیم جمهوری چین به مقام چهارم دست یافت است.

## ورزشگاه
| تهران · | تهران                              |
| ------- | ---------------------------------- |
| تهران · | ورزشگاه امجدیه                     |
| تهران · | ظرفیت: ۳۰٫۰۰۰ نفر                  |
| تهران · | افتتاحیه مسابقات در ورزشگاه امجدیه |

## مرحله انتخابی
- ۱۸ تیم در مرحله انتخابی شرکت کردند.

## توضیح بازی‌ها
در پایان بازی‌ها کشور ایران برای اولین بار به مقام قهرمانی دست یافت، همچنین کشور برمه به مقام دوم، کشور اسرائیل به مقام سوم و تیم جمهوری چین به مقام چهارم دست یافت است.
اسرائیل چهار سال پس از کسب قهرمانی در رقابت‌های جام ملت‌های آسیا به تهران سفر کرد. دور پایانی مسابقات در تهران برگزار شد؛ در دورانی که می‌توان آن را شروع سلطه ایران بر فوتبال آسیا دانست؛ ایرانی که پس از شروع موفق در این مسابقات توانست دو دوره متوالی قهرمان شود.
دور پایانی مسابقات جام ملت‌های آسیا ۱۹۶۸ شاهد افزایش شرکت کنندگان بود و تعداد تیم‌هایی که برای رسیدن به این افتخار مبارزه می‌کردند، از چهار تیم به پنج تیم افزایش یافت؛ ایران میزبان به همراه اسرائیل، هنگ‌کنگ، جمهوری چین و برمه که برای اولین بار به این مسابقات راه یافته بودند، رقابت می‌کرد.
ایران ۲-۰ هنگ کنگ (۲۰اردیبهشت ۴۷)
ایران کارش را با پیروزی آغاز کرد. در بازی مقابل هنگ‌کنگ، نیمه نخست بدون گل سپری شد. در این نیمه اصغر شرفی یک ضربه پنالتی را برابر لوتاک کویین از دست داد. سنگربان هنگ کنگی با شیرجه‌ای به سمت راست توپ را با مشت دفع کرد. در نیمه دوم همایون بهزادی، با سانتر محراب شاهرخی، با ضربه سر اولین گل ایران را در دقیقه ۷۰ به ثمر برساند و علی جباری در فاصله دو دقیقه مانده به پایان این مسابقه که در ورزشگاه امجدیه که بعد از انقلاب نام ورزشگاه شهید شیرودی را به خود دید، گلزنی کرد تا ایران در این مسابقه دو بر صفر به پیروزی برسد.
جمهوری چین ۱-۱ برمه (۲۱ اردیبهشت ۴۷)
جمهوری چین (چین تایپه) و برمه (میانمار)، به تساوی یک بر یک رسیدند. لیک لوشور در دقیقه ۶۶ و مونک هالاهاتی در دقیقه ۱۳ گل‌های این مسابقه را برای دو تیم به ثمر رساندند تا نتیجه ناامیدکننده‌ای برای برمه رقم بخورد تا در بازی بعدی به عنوان یکی از مدعیان قهرمانی که مدال طلای بازی‌های آسیایی ۱۹۶۶ را کسب کرده بود، به مصاف ایران برود.
اسرائیل ۶-۱ هنگ کنگ (۲۲ اردیبهشت ۴۷)
اسرائیل، مدافع عنوان قهرمانی مسابقات با پیروزی ۶ بر یک مقابل هنگ‌کنگ در اولین بازی برای دفاع از تاج قهرمانی‌اش در این مسابقات قدرتمند ظاهر شد. مردوخای اشپیگلر (۹ و ۵۳)، گیورا اشپیگل (۵۲ و ۶۵) و موشه رومانو (۶۱ و ۷۱) برای این تیم گلزنی کردند و یوان کوان ییک تک گل هنگ‌کنگ را در دقیقه ۷۶ به ثمر رساند.
ایران ۴-۰ جمهوری چین (۲۳ اردیبهشت ۴۷)
همایون بهزادی با گلزنی در دقیقه ۳۱ بازی در پیروزی چهار بر صفر ایران مقابل جمهوری چین به جمع دو گله‌های این مسابقات اضافه شد و حسین کلانی (۳۴)، اکبر افتخاری (۵۱) و غلامحسین فرزامی (۵۶) نیز نام خود را در فهرست گلزنان ثبت کردند.
برمه ۱-۰ اسرائیل (۲۴ اردیبهشت ۴۷)
این در حالی بود که برمه با پیروزی یک بر صفر مقابل اسرائیل توانست امیدهای خود را برای قهرمانی زنده نگه دارد.
هنگ گنگ ۱-۱ جمهوری چین (۲۵ اردیبهشت ۴۷)
ایران ۳-۱ برمه (۲۶ اردیبهشت ۴۷)
برمه نیاز به یک نتیجه خوب دیگر داشت تا امیدهایش برای رسیدن به قهرمانی در آسیا قوی‌تر شود اما ایران مقابل این کشور بسیار قدرتمند ظاهر شد.
حسین کلانی اولین گل ایران را در پیروزی سه بر یک این کشور مقابل برمه در دقیقه دوم مسابقه به ثمر رساند و در حالی که اونگ خی پنج دقیقه بعد بازی را به تساوی کشاند، گل اکبر افتخاری در دقیقه ۶۰ و همایون بهزادی در دقیقه ۷۱ پیروزی ایران را تضمین کرد.
اسرائیل ۴-۱ جمهوری چین (۲۷ اردیبهشت ۴۷)
اسرائیل مقابل جمهوری چین به پیروزی بازگشت. موشه رومانو برای دومین بار دو گله شد و با زدن سومین و چهارمین گل خود در این مسابقات در دقایق ۲ و ۶۰ و ژوان لی بازی را در دقیقه ۴۶ به تساوی کشاند. شمئول رزنتال در دقیقه ۷۰ و گیورا اشپیگل در دقیقه ۷۶ گلزنی کردند تا این مسابقه با نتیجه چهار بر یک به سود اسرائیل به پایان برسد.
برمه ۲-۰ هنگ کنگ (۲۸ اردیبهشت ۴۷)
ایران ۲-۱ اسرائیل (۲۹ اردیبهشت ۴۷)
اسرائیل در آخرین بازی خود به مصاف ایران رفت. گیورا اشپیگل با گلزنی در دقیقه ۵۶ چهار گله شد و به هم‌تیمی‌اش موشه رومانو ملحق شد، گل او با پاس مردوخای اشپیگلر به ثمر رسید. پس از این گل حملات ایران شدت گرفت. در یک برخورد خشن از سوی فریبرز اسماعیلی بر روی راخامیم تالبی، داور اسماعیلی را اخراج می‌کند. در دقیقه ۶۰، یک تعویض سرنوشت ساز برای ایران انجام می‌شود، همایون بهزادی به جای اصغر شرفی وارد زمین می‌شود. سپس روبی یونگ کاپیتان اسرائیل برای خطای خشن روی حسینعلی کلانی اخراج می‌شود. اما همایون بهزادی نیز چهارمین گل خود را در این مسابقه به ثمر رساند تا او هم به جمع چهار گله‌ها بپیوندد. در دقیقه ۷۵ با پاس اکبر افتخاری، بهزادی به توپ ضربه می زند و توپ از نزدیک خط دروازه برگشت داده می‌شود. الکس جوزف واز داور هندی ابتدا اعتقادی به گل ندارد، ولی کمک داور او باتا چاترچی اعلام می‌کند توپ از خط عبور کرده‌است. بازی به علت اعتراض تیم اسرائیل چند دقیقه متوقف می‌شود، ولی بازی ادامه پیدا می‌کند.
این یک امتیاز برای ایران کافی بود تا قهرمانی به میزبان برسد، اما پرویز قلیچ‌خانی در فاصله چهار دقیقه مانده به پایان مسابقه گلزنی کرد تا ۳۰ هزار هواداران حاضر در ورزشگاه امجدیه را هیجان‌زده کند. در این مسابقات برمه با پیروزی دو بر صفر مقابل هنگ‌کنگ دوم شد و اسرائیل در مکان سوم ایستاد.

## جدول رده‌بندی
| تیم        | بازی | برد | تساوی | باخت | گل‌زده | گل‌خورده | تفاضل‌گل | امتیاز |
| ---------- | ---- | --- | ----- | ---- | ----- | ------- | ------- | ------ |
| ایران      | ۴    | ۴   | ۰     | ۰    | ۱۱    | ۲       | ۹+      | ۸      |
| برمه       | ۴    | ۲   | ۱     | ۱    | ۵     | ۴       | ۱+      | ۵      |
| اسرائیل    | ۴    | ۲   | ۰     | ۲    | ۱۱    | ۵       | ۶+      | ۴      |
| جمهوری چین | ۴    | ۰   | ۲     | ۲    | ۳     | ۱۰      | ۷−      | ۲      |
| هنگ کنگ    | ۴    | ۰   | ۱     | ۳    | ۲     | ۱۱      | ۹−      | ۱      |

## نتایج
| ایران                  | ۲ – ۰ | هنگ کنگ |
| ---------------------- | ----- | ------- |
| بهزادی ۷۰' · جباری ۸۸' |       |         |

| جمهوری چین     | ۱ – ۱ | برمه              |
| -------------- | ----- | ----------------- |
| لیم لو-شور ۶۳' |       | مونگ هلا هتای ۱۳' |

| هنگ کنگ           | ۱ – ۶ | اسرائیل                                             |
| ----------------- | ----- | --------------------------------------------------- |
| یوان کوان ییک ۷۶' |       | اشپیگلر ۹'، ۵۳' · اشپیگل ۵۲'، ۶۵' · رومانو ۶۱'، ۷۱' |

| ایران                                             | ۴ – ۰ | جمهوری چین |
| ------------------------------------------------- | ----- | ---------- |
| بهزادی ۳۱' · کلانی ۳۴' · افتخاری ۵۱' · فرزامی ۵۶' |       |            |

| برمه          | ۱ – ۰ | اسرائیل |
| ------------- | ----- | ------- |
| سوک بهادر ۴۲' |       |         |

| هنگ کنگ | ۱ – ۱ | جمهوری چین |
| ------- | ----- | ---------- |
|         |       |            |

| برمه        | ۱ – ۳ | ایران                               |
| ----------- | ----- | ----------------------------------- |
| آونگ خی ۵۰' |       | کلانی ۲' · افتخاری ۶۰' · بهزادی ۷۱' |

| اسرائیل                                  | ۴ – ۱ | جمهوری چین       |
| ---------------------------------------- | ----- | ---------------- |
| رومانو ۲'، ۶۰' · رزنتال ۷۰' · اشپیگل ۷۶' |       | لی هوان-ون ۴۵+۱' |

| برمه | ۲ – ۰ | هنگ کنگ |
| ---- | ----- | ------- |
|      |       |         |

| ایران                     | ۲ – ۱ | اسرائیل    |
| ------------------------- | ----- | ---------- |
| بهزادی ۷۵' · قلیچ‌خانی ۸۶' |       | اشپیگل ۵۶' |

## قهرمان
| قهرمان جام ملت‌های آسیا ۱۹۶۸ |
| --------------------------- |
| ایران                       |
| ایران یکمین قهرمانی         |

## گلزنان
۴ گل
- همایون بهزادی
- گیورا اشپیگل
- موشه رومانو

۲ گل
- اکبر افتخاری
- حسین کلانی
- مردوخای اشپیگلر

۱ گل
| - ناشناخته - ناشناخته - آونگ خی - مونگ هلا هتای - سوک بهادر | - علی جباری - غلامحسین فرزامی - پرویز قلیچ‌خانی - شمئول رزنتال - لی کووک کئونگ | - یوان کوان ییک - لیم لو-شور - لی هوان-ون - لو کووک تای |